# Domenico Bianchi
Domenico Bianchi (n. 9 februarie 1955, Sgurgola, Frosinone) este un artist contemporan italian, unul dintre reprezentanții mișcării Arte Povera.

## Biografia
Domenico Bianchi a studiat la Accademia di Belle Arti, Roma. 

În 1977 Ugo Ferrante propune operele sale la Fine Arts Buiding la New York, semnând începutul unei importante carierei artistice. Anul următor, la galeria din Roma, începe o serie de expoziții care va culmina cu personala la Macro (Museo d'arte contemporanea di Roma) în 2003, cu peste 140 de opere expuse.

Prin 1980 se apropie de grupul de artiști Pizzi Cannella, Dessì, Gallo, Tirelli. Contactul cu unii exponenți aimișcării Arte Povera: îndeosebi cu Mario Merz și Jannis Kounellis, îi deschid noi orizonturi, și îl conduc către aprofundarea studiului spațiului și la îmbogățirea propriei opere cu valori esențiale, pure,  transmise de simplitatea materialelor nerafinate.

Lumina devine pentru Bianchi elementul primar, transparențele cerei și ale fibrei de sticlă, foițele subțiri de metal (paladiu și argint) sugerează forme și culori ce se transformă în continuu, definesc spații mereu noi.
În operele lui Bianchi, imaginea este dată de un semn, uneori transparent, deschis către infinituri.